# شهرستان آق‌سو (جمهوری آذربایجان)

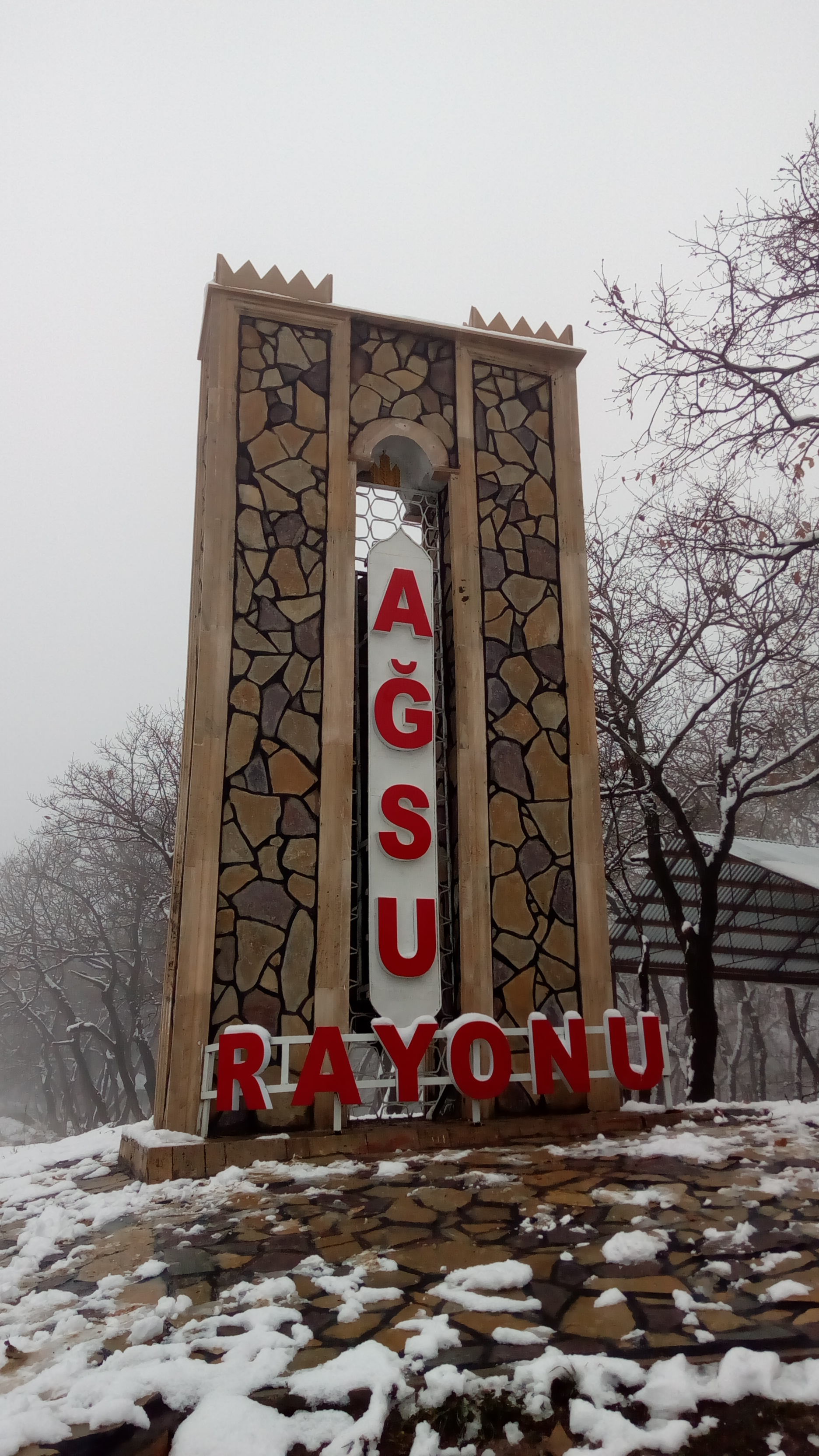
شهرستان آق‌سو

آغ‌سو (به لاتین Ağsu) بخشی در مرکز جمهوری آذربایجان است. این بخش وسعتی بالغ بر ۱۰۲۰ کیلومتر مربع و جمعیتی قریب به ۶۶۰۰۰ نفر دارد. مرکز این بخش شهر آغ سو است. آغ‌سو در زبان ترکی آذربایجانی به معنای آب سفید می‌باشد.